# Kétsoprony
Kétsoprony is een plaats (község) en gemeente in het Hongaarse comitaat Békés. Kétsoprony telt 1594 inwoners (2002).